# Blades of Vengeance
Blades of Vengeance — відеогра у жанрі платформер, розроблена компанією Beam Software і видана Electronic Arts для Mega Drive/Genesis. Гра підтримує режим одного або двох гравців, які можуть обрати одного з трьох персонажів-фентезійних воїнів для проходження численних рівнів з метою перемоги над силами темряви.

## Ігровий процес
На початку гри гравець обирає одного з трьох персонажів. Гра поділена на серію рівнів, у фіналі кожного з яких гравця очікує битва з босом.
У процесі проходження рівнів гравці можуть збирати різноманітні предмети, зокрема срібні монети, зілля та магічні артефакти. Інвентар доступний через екран паузи, де також можна оглянути навколишню місцевість за допомогою кнопки C та хрестовини.
Рівні мають значні розміри з великою кількістю прихованих зон, де можна знайти додаткові ресурси: зілля лікування, невидимості, захисні поля, імунітет до отруйного газу, сувої підсилення, ключі, додаткову броню, перстень Мідаса (перетворює ворогів на мішки з монетами) та жезл Вибуху (знищує всіх ворогів на екрані).
Рівні поділені на три частини, третя з яких — рівень із босом, подібно до структури гри Sonic the Hedgehog. Після перемоги над босом гравець потрапляє до крамниці, де можна придбати нові предмети за зібрані срібні монети. Гравці мають обмежену кількість життів; можливість продовжити гру з’являється після досягнення високого рахунку або знищення великої кількості ворогів. Додаткові життя можна придбати в крамниці після проходження другого світу. Якщо всі життя та продовження вичерпано — гра завершується.

## Сюжет
Королівство було захоплене злою чаклункою на ім’я Темна Леді Маннакс (англ. Mannax the Dark Lady). Вона наповнила Королівство ордами монстрів, і ніхто не міг перешкодити їй. Армії Добра, які були відправлені на битву, були розгромлені. Маннакс позбавила доброго чарівника його сили, скувавши мага зачарованими ланцюгами. Щоб відновити мир і порядок, три герої вирушають у подорож, виконуючи доручення доброго чарівника на ім’я Майстер (англ. Master). У фінальній битві Маннакс постає у вигляді дракона. Після її поразки Майстер, повернувши повну силу, знищує залишки темних сил у королівстві.

## Персонажі
- Мисливиця (англ. Huntress) — вправна мечниця з найвищою швидкістю пересування, середніми показниками дальності та силою атаки.
- Воїн (англ. Warrior) — сильний чоловік із сокирою, має найпотужніші атаки, але поступається в русі та дальності.
- Чарівник (англ. Sorcerer) — літній маг із посохом, володіє найкращими дистанційними атаками, але є найслабшим у фізичному плані.

## Рецензії
Американський журнал Electronic Gaming Monthly оцінив гру на 7,25 з 10 балів. Серед переваг рецензенти відзначили якісну графіку та звуковий супровід, зручне керування, цікавий ігровий процес, а також можливість кооперативної гри. До недоліків були віднесені музичне оформлення та відсутність системи паролів для рівнів. Порівнюючи гру з серією Golden Axe, критики відзначили схожість у ґеймплеї, сюжеті та графічному стилі.
Бетті Холлок із журналу VideoGames оцінила Blades of Vengeance на 8 із 10 (інші редактори поставили грі дві оцінки 7/10 і дві — 8/10), особливо відзначивши її «практично досконалу» графіку та «відмінну» систему керування. Серед інших оцінок: 86% від Electronic Games та нижчі 64% від HobbyConsolas.